# هیو اوبراین
هیو اوبرایان (انگلیسی: Hugh O'Brian؛ زادهٔ ۱۹ آوریل ۱۹۲۵ – درگذشته ۵ سپتامبر ۲۰۱۶) بازیگر اهل ایالات متحده آمریکا بود. وی با بازی در سریال‌های شبکه ای بی سی به شهرت رسید. هیو اوبرایان بین سال‌های ۱۹۴۸ تا ۱۹۹۵ میلادی فعالیت می‌کرد. او یکی از ستارگان فیلم‌های وسترن شبکهٔ ای بی سی بود زندگی و افسانه ویت ارپ و جستجو از سریال‌های شاخص او بود.
از فیلم‌ها یا برنامه‌های تلویزیونی که وی در آن نقش داشته است، می‌توان به راز لباس سرخ اشاره کرد.